# Actinonaias ligamentina
Actinonaias ligamentina е вид мида от семейство Unionidae. Видът е незастрашен от изчезване.

## Разпространение
Разпространен е в Канада (Квебек и Онтарио) и САЩ (Айова, Алабама, Арканзас, Вирджиния, Западна Вирджиния, Илинойс, Индиана, Канзас, Кентъки, Луизиана, Минесота, Мисисипи, Мисури, Мичиган, Ню Йорк, Оклахома, Охайо, Пенсилвания, Тенеси и Уисконсин).

## Описание
Популацията на вида е стабилна.